# Berliner Landespokal 1979/80
Der Paul-Rusch-Pokal 1979/80 war die 54. Austragung des Berliner Landespokals der Männer im Amateurfußball, der vom VBB zwischen 1950/51 und 1990/91 nur auf dem Gebiet von West-Berlin durchgeführt wurde. Im Endspiel am 17. Juni 1980 verteidigte der BFC Preussen den Landespokal gegen Wacker 04 Berlin erfolgreich und machte das Double von Meisterschaft und Pokalsieg perfekt. Die beiden Finalisten qualifizierte sich für den DFB-Pokal 1980/81.

## Kalender
Die Spiele des diesjährigen Berliner Landespokal wurden an folgenden Terminen ausgetragen:
| Runde         | Datum                           | Spiele | Vereine   |
| ------------- | ------------------------------- | ------ | --------- |
| 1. Hauptrunde | 18. – 26. August 1979           | 58 + 4 | 122 → 630 |
| 2. Hauptrunde | 21. November – 9. Dezember 1979 | 31 + 2 | 63 → 32   |
| 3. Hauptrunde | 9. Januar – 20. März 1980       | 16     | 32 → 16   |
| Achtelfinale  | 3. – 15. April 1980             | 8      | 16 → 80   |
| Viertelfinale | 22. April – 7. Mai 1980         | 4      | 8 → 4     |
| Halbfinale    | 14. Mai 1980                    | 2      | 4 → 2     |
| Finale        | 17. Juni 1980                   | 1      | 2 → 1     |

## Teilnehmende Mannschaften
Am Berliner Landespokal 1979/80 nahmen alle 122 West-Berliner Mannschaften von der Oberliga Berlin bis zur Kreisliga C teil.
Die Mannschaften gliederten sich für den Berliner Landespokal wie folgt nach Ligaebene auf (In Klammern ist die Ligaebene angegeben, in der der Verein spielt):
| Oberliga Berlin 16 Vertreter der Saison 1979/80 | Landesliga 16 Vertreter der Saison 1979/80 | Kreisliga A 1. Abteilung 14 Vertreter der Saison 1979/80 | Kreisliga A 2. Abteilung 14 Vertreter der Saison 1979/80 |
| - Wacker 04 Berlin (OL) - Hertha 03 Zehlendorf (OL) - BFC Preussen (OL) - Hertha BSC Amateure (OL) - SC Union 06 Berlin (OL) - Lichterfelder SU (OL) - Spandauer BC 06 (OL) - BFC Viktoria 1889 (OL) - SC Westend 1901 (OL) - Reinickendorfer Füchse (OL) - Tennis Borussia Berlin Amateure (OL) - Rapide Wedding (OL) - Spandauer SV (OL) - FV Brandenburg/Lichterfelde (OL) - Traber FC Mariendorf (OL) - Blau-Weiß 90 Berlin (OL) | - VfB Neukölln (LL) - Berliner SV 1892 (LL) - SpVgg Hellas-Nordwest 04 (LL) - Neuköllner Sportfreunde (LL) - SC Tegel (LL) - Tasmania Berlin (LL) - 1. FC Lübars (LL) - SC Staaken (LL) - Polizei SV Berlin (LL) - Preußen Wilmersdorf (LL) - TuS Makkabi Berlin (LL) - NFC Rot-Weiß Berlin (LL) - Alemannia 06 Haselhorst (LL) - FC Tiergarten 1958 (LL) - SC Gatow (LL) - 1. FC Neukölln (LL) | - BFC Olympia 1953 (KLA) - BFC Südring (KLA) - SC Siemensstadt (KLA) - FSV Hansa 07 Berlin (KLA) - BSC Rehberge 1945 (KLA) - Schwarz-Weiß Spandau (KLA) - SV Nord-Nordstern (KLA) - TSV Rudow (KLA) - Berliner TSV 1850 (KLA) - Frohnauer SC (KLA) - NSC Cimbria 1900 (KLA) - FC Stern Marienfelde (KLA) - Post SV Berlin (KLA) - SC Charlottenburg (KLA) | - Wilmersdorfer SC (KLA) - 1. FC Wacker Lankwitz (KLA) - SV Blau-Weiß Spandau (KLA) - BFC Meteor 06 (KLA) - SV Norden-Nordwest (KLA) - Concordia Wittenau (KLA) - CFC Hertha 06 (KLA) - VfB Britz (KLA) - SC Bavaria Berlin (KLA) - BSC Eintracht/Südring 1931 (KLA) - BSV Normannia 08 (KLA) - FC Phönix 1956 (KLA) - Lichtenrader BC 25 (KLA) - DJK Roland-Borsigwalde (KLA) |
| Kreisliga B Saison 1979/80 | Kreisliga B Saison 1979/80 | Kreisliga C Saison 1979/80 | Kreisliga C Saison 1979/80 |
| 28 Vertreter der zwei Abteilungen (KLB) | 28 Vertreter der zwei Abteilungen (KLB) | 34 Vertreter der zwei Abteilungen (KLC) | 34 Vertreter der zwei Abteilungen (KLC) |
| Ligaebene in Klammern: • OL = Oberliga • LL = Landesliga • KLA = Kreisliga A • KLB = Kreisliga B • KLC = Kreisliga C | | | |

## Spielmodus
Der Berliner Landespokal 1979/80 wurde im K.-o.-System ausgetragen. Es wurde zunächst versucht, in 90 Minuten einen Gewinner auszuspielen. Stand es danach unentschieden, kam es wie in anderen Pokalwettbewerben zu einer Verlängerung von 2 × 15 Minuten. War danach immer noch kein Sieger gefunden, wurde ein Wiederholungsspiel mit getauschtem Heimrecht angesetzt. Erst wenn es auch im Wiederholungsspiel nach Verlängerung unentschieden stand, wurde dieses im Elfmeterschießen nach dem bekannten Muster entschieden.

## Turnierbaum
|  | Achtelfinale | Achtelfinale          | Achtelfinale      |                      |                     | Viertelfinale | Viertelfinale | Viertelfinale |  |  | Halbfinale | Halbfinale | Halbfinale |  |  | Finale | Finale | Finale |
|  |              |                       |                   |                      |                     |               |               |               |  |  |            |            |            |  |  |        |        |        |
|  | OL           | Wacker 04 Berlin      |                   |                      |                     |               |               |               |  |  |            |            |            |  |  |        |        |        |
|  | KLA          | 1. FC Wacker Lankwitz |                   |                      |                     |               |               |               |  |  |            |            |            |  |  |        |        |        |
|  | KLA          | 1. FC Wacker Lankwitz | OL                | Wacker 04 Berlin     | 3                   |               |               |               |  |  |            |            |            |  |  |        |        |        |
|  |              |                       |                   | Wacker 04 Berlin     | 3                   |               |               |               |  |  |            |            |            |  |  |        |        |        |
|  |              |                       | OL                | SC Westend 1901      | 0                   |               |               |               |  |  |            |            |            |  |  |        |        |        |
|  | OL           | SC Westend 1901       | OL                | SC Westend 1901      | 0                   | 4             |               |               |  |  |            |            |            |  |  |        |        |        |
|  | OL           | SC Westend 1901       |                   |                      |                     | 4             |               |               |  |  |            |            |            |  |  |        |        |        |
|  | KLA          | Schwarz-Weiß Spandau  | 0                 |                      |                     |               |               |               |  |  |            |            |            |  |  |        |        |        |
|  | KLA          | Schwarz-Weiß Spandau  | 0                 | OL                   | Wacker 04 Berlin    | 2             |               |               |  |  |            |            |            |  |  |        |        |        |
|  |              |                       |                   | OL                   | Wacker 04 Berlin    | 2             |               |               |  |  |            |            |            |  |  |        |        |        |
|  |              | OL                    | Rapide Wedding    | 1                    |                     |               |               |               |  |  |            |            |            |  |  |        |        |        |
|  | OL           | OL                    | Rapide Wedding    | 1                    | Rapide Wedding      | 3             |               |               |  |  |            |            |            |  |  |        |        |        |
|  | OL           |                       |                   |                      | Rapide Wedding      | 3             |               |               |  |  |            |            |            |  |  |        |        |        |
|  | OL           | Hertha 03 Zehlendorf  | 2                 |                      |                     |               |               |               |  |  |            |            |            |  |  |        |        |        |
|  | OL           | Hertha 03 Zehlendorf  | 2                 | OL                   | Rapide Wedding      | 5             |               |               |  |  |            |            |            |  |  |        |        |        |
|  |              |                       |                   | OL                   | Rapide Wedding      | 5             |               |               |  |  |            |            |            |  |  |        |        |        |
|  |              |                       | LL                | 1. FC Neukölln       | 2                   |               |               |               |  |  |            |            |            |  |  |        |        |        |
|  | LL           | 1. FC Neukölln        | LL                | 1. FC Neukölln       | 2                   | 2             |               |               |  |  |            |            |            |  |  |        |        |        |
|  | LL           | 1. FC Neukölln        |                   |                      |                     |               |               |               |  |  |            |            |            |  |  |        |        |        |
|  | LL           | Tasmania Berlin       | 1                 |                      |                     |               |               |               |  |  |            |            |            |  |  |        |        |        |
|  | LL           | Tasmania Berlin       | 1                 | OL                   | Wacker 04 Berlin    | 1             |               |               |  |  |            |            |            |  |  |        |        |        |
|  |              |                       |                   |                      |                     |               |               |               |  |  |            |            |            |  |  |        |        |        |
|  |              | OL                    | BFC Preussen      | 6                    |                     |               |               |               |  |  |            |            |            |  |  |        |        |        |
|  | LL           | OL                    | BFC Preussen      | 6                    | Polizei SV Berlin   | 0             |               |               |  |  |            |            |            |  |  |        |        |        |
|  | LL           |                       |                   |                      | Polizei SV Berlin   | 0             |               |               |  |  |            |            |            |  |  |        |        |        |
|  | OL           | BFC Preussen          | 1                 |                      |                     |               |               |               |  |  |            |            |            |  |  |        |        |        |
|  | OL           | BFC Preussen          | 1                 | OL                   | BFC Preussen        | 3             |               |               |  |  |            |            |            |  |  |        |        |        |
|  |              |                       |                   | OL                   | BFC Preussen        | 3             |               |               |  |  |            |            |            |  |  |        |        |        |
|  |              |                       | OL                | Traber FC Mariendorf | 0                   |               |               |               |  |  |            |            |            |  |  |        |        |        |
|  | OL           | Traber FC Mariendorf  | OL                | Traber FC Mariendorf | 0                   | 3             |               |               |  |  |            |            |            |  |  |        |        |        |
|  | OL           | Traber FC Mariendorf  |                   |                      |                     | 3             |               |               |  |  |            |            |            |  |  |        |        |        |
|  | OL           | Spandauer BC 06       | 0                 |                      |                     |               |               |               |  |  |            |            |            |  |  |        |        |        |
|  | OL           | Spandauer BC 06       | 0                 | OL                   | BFC Preussen        | 3             |               |               |  |  |            |            |            |  |  |        |        |        |
|  |              |                       |                   | OL                   | BFC Preussen        | 3             |               |               |  |  |            |            |            |  |  |        |        |        |
|  |              | OL                    | BFC Viktoria 1889 | 2                    |                     |               |               |               |  |  |            |            |            |  |  |        |        |        |
|  | LL           | OL                    | BFC Viktoria 1889 | 2                    | Berliner SV 1892    | 0             |               |               |  |  |            |            |            |  |  |        |        |        |
|  | LL           |                       |                   |                      |                     |               |               |               |  |  |            |            |            |  |  |        |        |        |
|  | OL           | Hertha BSC Amateure   | 5                 |                      |                     |               |               |               |  |  |            |            |            |  |  |        |        |        |
|  | OL           | Hertha BSC Amateure   | 5                 | OL                   | Hertha BSC Amateure | 1             |               |               |  |  |            |            |            |  |  |        |        |        |
|  |              |                       |                   | OL                   | Hertha BSC Amateure | 1             |               |               |  |  |            |            |            |  |  |        |        |        |
|  |              |                       | OL                | BFC Viktoria 1889    | 2                   |               |               |               |  |  |            |            |            |  |  |        |        |        |
|  | KLA          | FC Phönix 1956        | OL                | BFC Viktoria 1889    | 2                   | 1             |               |               |  |  |            |            |            |  |  |        |        |        |
|  | KLA          | FC Phönix 1956        |                   |                      |                     |               |               |               |  |  |            |            |            |  |  |        |        |        |
|  | OL           | BFC Viktoria 1889     | 2                 |                      |                     |               |               |               |  |  |            |            |            |  |  |        |        |        |

## Ergebnisse

### 1. Hauptrunde
An der 1. Hauptrunde nahmen alle 122 Mannschaften teil, wobei fünf Mannschaften ein Freilos hatten.
| Datum                 |                                  | Ergebnis   |                                    |
| --------------------- | -------------------------------- | ---------- | ---------------------------------- |
| Sa 18.08., 17:00 Uhr  | Preußen Wilmersdorf (LL)         | 2:1        | TSV Rudow (KLA)                    |
| So 19.08., 10:40 Uhr  | SC Azur 1951 (KLC)               | 1:2        | Kreuzberger Sportfreunde (KLC)     |
| So 19.08., 10:40 Uhr  | Berliner AK 07 (KLC)             | 1:6        | Alemannia 06 Haselhorst (LL)       |
| So 19.08., 10:40 Uhr  | Wilmersdorfer SC (KLA)           | 1:2        | SC Siemensstadt (KLA)              |
| So 19.08., 10:40 Uhr  | BSC Eintracht/Südring 1931 (KLA) | 1          | FC Jugoslawia (KLC)                |
| So 19.08., 10:40 Uhr  | NFC Rot-Weiß Berlin (LL)         | 9:0        | BSC Comet (KLC)                    |
| So 19.08., 10:40 Uhr  | Hertha 03 Zehlendorf (OL)        | 4:0        | Reinickendorfer Füchse (OL)        |
| So 19.08., 10:40 Uhr  | VfB Britz (KLA)                  | 5:0        | SpVgg DJK Burgund 1922 (KLC)       |
| So 19.08., 10:40 Uhr  | VfB Neukölln (LL)                | 6:0        | SV Blau-Weiß Spandau (KLA)         |
| So 19.08., 10:40 Uhr  | 1. FC Neukölln (LL)              | 8:1        | Neuköllner SC Sperber (KLC)        |
| So 19.08., 10:40 Uhr  | BSV Grün-Weiss Neukölln (KLC)    | 1:5        | 1. FC Concordia Gropiusstadt (KLC) |
| So 19.08., 10:40 Uhr  | SC Union Südost (KLC)            | 0:3        | FC Brandenburg 03 (KLB)            |
| So 19.08., 10:40 Uhr  | Spandauer BC 06 (OL)             | 4:1        | SSC Südwest 1947 (KLB)             |
| So 19.08., 11:00 Uhr  | SC Berliner Amateure (KLC)       | 2:1        | Friedenauer TSC (KLB)              |
| So 19.08., 14:00 Uhr  | Tennis Borussia Berlin Am. (OL)  | 1:3        | Neuköllner Sportfreunde (LL)       |
| So 19.08., 16:00 Uhr  | SpVgg Schöneberg (KLC)           | 2:9        | FC Tiergarten 1958 (LL)            |
| So 19.08., 16:00 Uhr  | 1. FC Lübars (LL)                | 6:0        | BBC Südost (KLB)                   |
| So 19.08., 16:00 Uhr  | SC Tegel (LL)                    | 2:4        | Hertha BSC Amateure (OL)           |
| So 19.08., 16:00 Uhr  | SC Union 06 Berlin (OL)          | 13:00      | Berlin Türkspor (KLB)              |
| So 19.08., 16:00 Uhr  | Anadoluspor Berlin (KLC)         | 6:0        | Sportfreunde Kladow (KLC)          |
| So 19.08., 16:00 Uhr  | BFC Germania 1888 (KLC)          | 0:2 n. V.  | Lichterfelder SU (OL)              |
| So 19.08., 16:00 Uhr  | Berliner Sport-Club (KLB)        | 5:1        | SV Corso 1899 / Vineta (KLC)       |
| So 19.08., 16:00 Uhr  | FC Karaburan 1975 (KLC)          | 01:10      | SC Bavaria Berlin (KLA)            |
| So 19.08., 16:00 Uhr  | SV Süden 09 (KLC)                | 5:2        | BSV Minerva 1910 (KLB)             |
| So 19.08., 16:00 Uhr  | Schwarz-Weiß Spandau (KLA)       | 3:2 n. V.  | FSV Spandauer Kickers (KLA)        |
| So 19.08., 16:00 Uhr  | Charlottenburger SV 1897 (KLB)   | 1:7        | Spandauer SV (OL)                  |
| So 19.08., 16:00 Uhr  | Wacker 04 Berlin (OL)            | 5:0        | Blau-Weiß 90 Berlin (OL)           |
| So 19.08., 16:00 Uhr  | FC Phönix 1956 (KLA)             | 17:00      | SC Bratstvo 1971 (KLC)             |
| So 19.08., 16:00 Uhr  | BFC Olympia 1953 (KLA)           | 2:6        | Tasmania Berlin (LL)               |
| So 19.08., 16:00 Uhr  | SC Mariendorf (KLB)              | 3:0        | BSV Normannia 08 (KLA)             |
| So 19.08., 16:00 Uhr  | SC Teutonia Spandau (KLB)        | 4:1        | BFC Meteor 06 (KLA)                |
| So 19.08., 16:00 Uhr  | Concordia Wittenau (KLA)         | 4:3        | FC Grunewald (KLC)                 |
| So 19.08., 16:00 Uhr  | Post SV Berlin (KLA)             | 0:5        | SC Staaken (LL)                    |
| So 19.08., 16:00 Uhr  | ASV Berlin (KLB)                 | 4:4 n. V.  | SC Heiligensee (KLC)               |
| So 19.08., 16:00 Uhr  | SG AMK Berlin (KLC)              | 2:2 n. V.  | FV Brandenburg/Lichterfelde (OL)   |
| So 19.08., 16:00 Uhr  | Berliner SV 1892 (LL)            | 6:1        | RFC Liberta (KLC)                  |
| So 19.08., 16:00 Uhr  | SC Ruhleben (KLC)                | 2:1        | DJK Roland-Borsigwalde (KLA)       |
| So 19.08., 16:00 Uhr  | BSC Rehberge 1945 (KLA)          | 2:1 n. V.  | BFC Alemannia 90 (KLB)             |
| So 19.08., 16:00 Uhr  | Minerva 93 Berlin (KLB)          | 2:3        | Mariendorfer BC 06 (KLB)           |
| So 19.08., 16:00 Uhr  | SV Nord-Nordstern (KLA)          | 3:1        | VfB Pankow (KLC)                   |
| So 19.08., 16:00 Uhr  | SpVgg Hellas-Nordwest 04 (LL)    | 3:1        | FZC Rudow 1973 (KLC)               |
| So 19.08., 16:00 Uhr  | SC Reinickendorf (KLC)           | 2:6        | TSV Helgoland 1897 (KLB)           |
| So 19.08., 16:00 Uhr  | Frohnauer SC (KLA)               | 7:2        | SV Norden-Nordwest (KLA)           |
| So 19.08., 16:00 Uhr  | BSC Kickers 1900 (KLB)           | 1:3 n. V.  | Lichtenrader BC 25 (KLA)           |
| So 19.08., 16:00 Uhr  | TuS Makkabi Berlin (LL)          | 4:2        | SV Stern Britz (KLB)               |
| So 19.08., 16:00 Uhr  | SG Rupenhorn (KLC)               | 0:3        | VfL Schöneberg (KLB)               |
| So 19.08., 16:00 Uhr  | SV Adler Mariendorf (KLB)        | 2:2 n. V.  | SC Charlottenburg (KLA)            |
| So 19.08., 16:00 Uhr  | SV Dresdenia 1924 (KLC)          | 2:2 n. V.  | NSC Marathon 02 (KLC)              |
| So 19.08., 16:00 Uhr  | FSV Hansa 07 Berlin (KLA)        | 0:3        | Traber FC Mariendorf (OL)          |
| So 19.08., 16:00 Uhr  | FC Stern Marienfelde (KLA)       | 4:0        | DJK Westen 23 (KLB)                |
| So 19.08., 16:00 Uhr  | FV Wannsee (KLB)                 | 3:3 n. V.  | NSC Südstern 08 (KLB)              |
| So 19.08., 16:00 Uhr  | VfB Hermsdorf (KLB)              | 2          | RFC Alt-Holland (KLC)              |
| So 19.08., 16:00 Uhr  | SFC Stern 1900 (KLB)             | 0:3        | Rapide Wedding (OL)                |
| So 19.08., 16:00 Uhr  | SC Lankwitz (KLC)                | 02:10      | Berliner TSV 1850 (KLA)            |
| So 19.08., 16:00 Uhr  | CFC Hertha 06 (KLA)              | 0:1        | DJK Schwarz-Weiß Neukölln (KLB)    |
| So 19.08., 16:00 Uhr  | Weddinger FC (KLB)               | 9:0        | SpVgg Berlin 1974 (KLC)            |
| Mi .22.08., __:__ Uhr | BFC Preussen (OL)                | 5:0        | Spandauer SC 99 (KLB)              |
| So 26.08., __:__ Uhr  | SC Gatow (LL)                    | 5:1        | BSC Hota 1921 (KLC)                |
| 0                     | 1. FC Wacker Lankwitz (KLA)      | kampflos 3 |                                    |

Durch ein Freilos zogen der BFC Viktoria 1889, SC Westend 1901, Polizei SV Berlin, BFC Südring und NSC Cimbria 1900 direkt in die 2. Hauptrunde ein.

#### Wiederholungsspiele
| Datum                |                                  | Ergebnis    |                           |
| -------------------- | -------------------------------- | ----------- | ------------------------- |
| So 26.08., 15:00 Uhr | SC Heiligensee (KLC)             | 2:3         | ASV Berlin (KLB)          |
| So 26.08., 15:00 Uhr | FV Brandenburg/Lichterfelde (OL) | 3:1         | SG AMK Berlin (KLC)       |
| So 26.08., 15:00 Uhr | SC Charlottenburg (KLA)          | 5:1         | SV Adler Mariendorf (KLB) |
| So 26.08., 15:00 Uhr | NSC Marathon 02 (KLC)            | 0:1         | SV Dresdenia 1924 (KLC)   |
| So 26.08., 15:00 Uhr | NSC Südstern 08 (KLB)            | 4kampflos 4 | FV Wannsee (KLB)          |

### 2. Hauptrunde
An der 2. Hauptrunde nahmen die 63 Sieger der 1. Hauptrunde teil, wobei der FC Stern Marienfelde ein Freilos hatte.
Die Auslosung wurde am 28. September 1979 vorgenommen.
| Datum                 |                                  | Ergebnis  |                                    |
| --------------------- | -------------------------------- | --------- | ---------------------------------- |
| Mi .21.11., 10:40 Uhr | Spandauer BC 06 (OL)             | 2:0       | Neuköllner Sportfreunde (LL)       |
| Mi .21.11., 10:40 Uhr | Polizei SV Berlin (LL)           | 5:3       | SV Nord-Nordstern (KLA)            |
| Mi .21.11., 10:40 Uhr | FC Tiergarten 1958 (LL)          | 3:0       | FC Brandenburg 03 (KLB)            |
| Mi .21.11., 10:40 Uhr | Wacker 04 Berlin (OL)            | 9:1       | Mariendorfer BC 06 (KLB)           |
| Mi .21.11., 10:40 Uhr | FV Brandenburg/Lichterfelde (OL) | 1:0 n. V. | SC Gatow (LL)                      |
| Mi .21.11., 10:40 Uhr | Concordia Wittenau (KLA)         | 1:2       | Lichterfelder SU (OL)              |
| Mi .21.11., 10:40 Uhr | Rapide Wedding (OL)              | 7:0       | BFC Südring (KLA)                  |
| Mi .21.11., 10:40 Uhr | BFC Preussen (OL)                | 4:0       | VfB Neukölln (LL)                  |
| Mi .21.11., 10:40 Uhr | BSC Rehberge 1945 (KLA)          | 1:2       | SC Teutonia Spandau (KLB)          |
| Mi .21.11., 10:40 Uhr | Preußen Wilmersdorf (LL)         | 6:0       | DJK Schwarz-Weiß Neukölln (KLB)    |
| Mi .21.11., 10:40 Uhr | SC Westend 1901 (OL)             | 2:1       | SpVgg Hellas-Nordwest 04 (LL)      |
| Mi .21.11., 10:40 Uhr | Alemannia 06 Haselhorst (LL)     | 1:2 n. V. | Berliner SV 1892 (LL)              |
| Mi .21.11., 10:40 Uhr | VfB Hermsdorf (KLB)              | 1:6       | Traber FC Mariendorf (OL)          |
| Mi .21.11., 10:40 Uhr | SC Siemensstadt (KLA)            | 8:1       | 1. FC Concordia Gropiusstadt (KLC) |
| Mi .21.11., 14:00 Uhr | 1. FC Wacker Lankwitz (KLA)      | 4:1       | VfL Schöneberg (KLB)               |
| Mi .21.11., 14:00 Uhr | SC Mariendorf (KLB)              | 1:2       | Weddinger FC (KLB)                 |
| Mi .21.11., 14:00 Uhr | Schwarz-Weiß Spandau (KLA)       | 3:1       | Lichtenrader BC 25 (KLA)           |
| Mi .21.11., 14:00 Uhr | NSC Südstern 08 (KLB)            | 2:2 n. V. | TSV Helgoland 1897 (KLB)           |
| Mi .21.11., 14:00 Uhr | NFC Rot-Weiß Berlin (LL)         | 0:2       | TuS Makkabi Berlin (LL)            |
| Mi .21.11., 14:00 Uhr | 1. FC Neukölln (LL)              | 3:1       | Anadoluspor Berlin (KLC)           |
| Mi .21.11., 14:00 Uhr | Spandauer SV (OL)                | 2:5       | Hertha BSC Amateure (OL)           |
| Mi .21.11., 14:00 Uhr | SC Berliner Amateure (KLC)       | 2:3       | ASV Berlin (KLB)                   |
| Mi .21.11., 14:00 Uhr | FC Phönix 1956 (KLA)             | 7:0       | SC Ruhleben (KLC)                  |
| Mi .21.11., 14:00 Uhr | SC Staaken (LL)                  | 4:0       | SV Süden 09 (KLC)                  |
| Mi .21.11., 14:00 Uhr | Kreuzberger Sportfreunde (KLC)   | 2:4 n. V. | SC Bavaria Berlin (KLA)            |
| Mi .21.11., 14:00 Uhr | VfB Britz (KLA)                  | 0:4       | Berliner Sport-Club (KLB)          |
| Mi .21.11., 14:00 Uhr | Frohnauer SC (KLA)               | 8:0       | SV Dresdenia 1924 (KLC)            |
| Mi .21.11., 14:00 Uhr | SC Union 06 Berlin (OL)          | 0:0 n. V. | Hertha 03 Zehlendorf (OL)          |
| Mi .21.11., 14:00 Uhr | Berliner TSV 1850 (KLA)          | 3:0       | NSC Cimbria 1900 (KLA)             |
| Mi .21.11., 14:00 Uhr | SC Charlottenburg (KLA)          | 1:2       | BFC Viktoria 1889 (OL)             |
| Mi .21.11., 14:00 Uhr | 1. FC Lübars (LL)                | 1:3       | Tasmania Berlin (LL)               |

Durch ein Freilos zog FC Stern Marienfelde direkt in die 3. Hauptrunde ein.

#### Wiederholungsspiele
| Datum                |                           | Ergebnis |                         |
| -------------------- | ------------------------- | -------- | ----------------------- |
| So 09.12., 10:40 Uhr | Hertha 03 Zehlendorf (OL) | 1:0      | SC Union 06 Berlin (OL) |
| So 09.12., 13:30 Uhr | TSV Helgoland 1897 (KLB)  | 3:2      | NSC Südstern 08 (KLB)   |

### 3. Hauptrunde
An der 3. Hauptrunde nahmen die 32 Sieger der 2. Hauptrunde teil.
Die Auslosung wurde am 30. November 1979 vorgenommen.
| Datum                |                             | Ergebnis  |                                  |
| -------------------- | --------------------------- | --------- | -------------------------------- |
| So 09.01., 10:40 Uhr | Spandauer BC 06 (OL)        | 4:0       | Weddinger FC (KLB)               |
| So 09.01., 10:40 Uhr | Hertha BSC Amateure (OL)    | 3:1       | Lichterfelder SU (OL)            |
| So 09.01., 10:40 Uhr | Polizei SV Berlin (LL)      | 3:0       | Berliner Sport-Club (KLB)        |
| So 09.01., 13:30 Uhr | Hertha 03 Zehlendorf (OL)   | 8:2       | SC Bavaria Berlin (KLA)          |
| So 09.01., 13:30 Uhr | Schwarz-Weiß Spandau (KLA)  | 3:1 n. V. | ASV Berlin (KLB)                 |
| So 09.01., 13:30 Uhr | Rapide Wedding (OL)         | 10:20     | Frohnauer SC (KLA)               |
| So 09.01., 13:30 Uhr | BFC Viktoria 1889 (OL)      | 2:1 n. V. | FC Tiergarten 1958 (LL)          |
| So 09.01., 13:30 Uhr | Berliner TSV 1850 (KLA)     | 2:4       | Traber FC Mariendorf (OL)        |
| So 09.01., 13:30 Uhr | SC Siemensstadt (KLA)       | 5:7 n. V. | FC Phönix 1956 (KLA)             |
| So 09.01., 13:30 Uhr | SC Teutonia Spandau (KLB)   | 2:3       | Berliner SV 1892 (LL)            |
| So 09.01., 13:30 Uhr | 1. FC Wacker Lankwitz (KLA) | 4:0       | FV Brandenburg/Lichterfelde (OL) |
| So 09.01., 13:30 Uhr | TuS Makkabi Berlin (LL)     | 0:2       | BFC Preussen (OL)                |
| So 09.01., 13:30 Uhr | SC Westend 1901 (OL)        | 5:0       | SC Staaken (LL)                  |
| So 09.01., 13:30 Uhr | 1. FC Neukölln (LL)         | 6:2       | FC Stern Marienfelde (KLA)       |
| So 09.01., 13:30 Uhr | TSV Helgoland 1897 (KLB)    | 0:4       | Tasmania Berlin (LL)             |
| Do 20.03., 17:30 Uhr | Preußen Wilmersdorf (LL)    | 1:2       | Wacker 04 Berlin (OL)            |

### Achtelfinale
Am Achtelfinale nahmen die 16 Sieger der 3. Hauptrunde teil.
Die Auslosung wurde am 1. Februar 1980 vorgenommen.
| Datum                 |                           | Ergebnis  |                             |
| --------------------- | ------------------------- | --------- | --------------------------- |
| Do 03.04., 17:00 Uhr  | 1. FC Neukölln (LL)       | 2:1       | Tasmania Berlin (LL)        |
| Fr 0.4.04., 10:40 Uhr | Traber FC Mariendorf (OL) | 3:0       | Spandauer BC 06 (OL)        |
| Fr 0.4.04., 10:40 Uhr | Polizei SV Berlin (LL)    | 0:1       | BFC Preussen (OL)           |
| Fr 0.4.04., 15:00 Uhr | Rapide Wedding (OL)       | 3:2       | Hertha 03 Zehlendorf (OL)   |
| Fr 0.4.04., 15:00 Uhr | Berliner SV 1892 (LL)     | 0:5       | Hertha BSC Amateure (OL)    |
| Fr 0.4.04., 15:00 Uhr | FC Phönix 1956 (KLA)      | 1:2 n. V. | BFC Viktoria 1889 (OL)      |
| Fr 0.4.04., 15:00 Uhr | SC Westend 1901 (OL)      | 4:0       | Schwarz-Weiß Spandau (KLA)  |
| Di .15.04., 18:00 Uhr | Wacker 04 Berlin (OL)     | 1:0 n. V. | 1. FC Wacker Lankwitz (KLA) |

### Viertelfinale
Am Viertelfinale nahmen die acht Sieger aus dem Achtelfinale teil.
Die Auslosung wurde am 11. April 1980 vorgenommen.
| Datum                 |                          | Ergebnis |                           |
| --------------------- | ------------------------ | -------- | ------------------------- |
| Di .22.04., 17:30 Uhr | BFC Preussen (OL)        | 3:0      | Traber FC Mariendorf (OL) |
| Mi 0.7.05., 17:30 Uhr | Rapide Wedding (OL)      | 5:2      | 1. FC Neukölln (LL)       |
| Mi 0.7.05., 17:30 Uhr | Hertha BSC Amateure (OL) | 1:2      | BFC Viktoria 1889 (OL)    |
| Mi 0.7.05., 17:30 Uhr | Wacker 04 Berlin (OL)    | 3:0      | SC Westend 1901 (OL)      |

### Halbfinale
Am Halbfinale nahmen die vier Sieger aus dem Viertelfinale teil.
| Datum                 |                       | Ergebnis  |                        |
| --------------------- | --------------------- | --------- | ---------------------- |
| Mi .14.05., 17:30 Uhr | Wacker 04 Berlin (OL) | 2:1       | Rapide Wedding (OL)    |
| Mi .14.05., 17:30 Uhr | BFC Preussen (OL)     | 3:2 n. V. | BFC Viktoria 1889 (OL) |

### Finale
| Wacker 04 Berlin                                                     | Wacker 04 Berlin | BFC Preussen | BFC Preussen |
| -------------------------------------------------------------------- | --- | --- | ------------ |
| Wacker 04 Berlin                                                     | \| Dienstag, 17. Juni 1980 um 11:00 Uhr in West-Berlin (Hertzbergplatz) \| \| Ergebnis: 1:6 (0:2) \| \| Zuschauer: 1.113 \| \| Schiedsrichter: Hans-Peter Busch \|                                                                        | \| Dienstag, 17. Juni 1980 um 11:00 Uhr in West-Berlin (Hertzbergplatz) \| \| Ergebnis: 1:6 (0:2) \| \| Zuschauer: 1.113 \| \| Schiedsrichter: Hans-Peter Busch \|                                                                                   | BFC Preussen |
| Wacker 04 Berlin                                                     | Lutz Schultz (46. Manfred Kosmowski) – Manfred Schwarze – Ingo Krüger, Serge Racine, Ziese – Bernhard Görsdorf, Michael Müller , Bernd Wittwer – Frank Liebig (71. Peter Tokarski), Uwe Dlugosch, Manfred Leumann Cheftrainer: Peter Berg | Michael Redmann – Jörg Herrmann – Andreas Stein , Christian Hoppe (46. Michael Bunke), Lahn – Erwin Borchardt, Manfred Gajewski (55. Folke Neumann), Gary Rohrlack – Michael Fiedler, Michael Ziegler, René Fitsche Cheftrainer: Wolfgang Przesdzing | BFC Preussen |
| Wacker 04 Berlin                                                     | 1:2 Bernd Wittwer (50.) | 0:1 Gary Rohrlack (17.) 0:2 Michael Ziegler (21.) 1:3 René Fitsche (69.) 1:4 Michael Ziegler (72.) 1:5 Michael Ziegler (86.) 1:6 Folke Neumann (90.)                                                                                                 | BFC Preussen |
| Wacker 04 Berlin                                                     | Zeitstrafe (10min): Manfred Schwarze (75.) | | BFC Preussen |
| Dienstag, 17. Juni 1980 um 11:00 Uhr in West-Berlin (Hertzbergplatz) | | |              |
| Ergebnis: 1:6 (0:2)                                                  | | |              |
| Zuschauer: 1.113                                                     | | |              |
| Schiedsrichter: Hans-Peter Busch                                     | | |              |

## Die Landespokalvertreter im DFB-Pokal 1980/81
| Datum                       |                        | Ergebnis |                        | Runde         |
| --------------------------- | ---------------------- | -------- | ---------------------- | ------------- |
| Fr., .29.08.1980, 20:00 Uhr | MSV Duisburg (I)       | 9:0      | Wacker 04 Berlin (III) | 1. Hauptrunde |
| So., 31.08.1980, 15:00 Uhr  | Siegburger SV 04 (III) | 2:1      | BFC Preussen (III)     | 1. Hauptrunde |